# Nikola Raspopović
Nikola Raspopović (in serbo Никола Распоповић?; Belgrado, 18 ottobre 1989) è un ex calciatore serbo, di ruolo difensore.

## Carriera
Nato a Belgrado, è cresciuto nel settore giovanile della squadra della sua città, il Rad. Nella stagione 2007-2008 è stato aggregato alla rosa della prima squadra, senza tuttavia riuscire ad esordire. Successivamente, è stato ceduto in prestito a Šumadija Jagnjilo e Sopot, entrambi club militanti all'epoca in Srpska liga Beograd, per farsi le ossa. È tornato al Rad prima dell'inizio della stagione 2009-2010, facendo il suo debutto in Superliga. Durante la militanza con i Građevinari, ha totalizzato 107 presenze e tre reti in campionato.
Nell'estate del 2015, si è trasferito in Turchia al Gaziantep. Nel giugno 2016 viene ceduto all'Adana Demirspor, club di TFF 1. Lig, la seconda divisione turca.
Nella sessione estiva di calciomercato del 2017 è tornato in patria, firmando con il Radnički Niš.
Il 5 settembre 2018 si accorda con il Dukla Praga. Dopo 13 presenze, il 15 aprile 2019 il club comunica la recessione del contratto in comune accordo con il giocatore, per motivi familiari.